# سلوقية (سيتاكين)
سلوقية (سيتاكين) (المعروفة أيضًا باسم , كوكه، كوخه، سلوقية الجديدة، أو مهاوزا) هي مدينة ساسانية قديمة تقع على الضفة الغربية لنهر دجلة، بين سلوقية على دجلة وطسيفون في بابل، على بعد حوالي 35 كيلومترًا جنوب بغداد. في اللغة العربية، يُعرف هذا التجمع الحضري باسم "المدائن."
بعد تدهور سلوقية على دجلة، أصبحت إحدى أشهر المدن في بلاد ما بين النهرين. خلال الفترة الهلنستية، جاء العديد من المستوطنين من بيوتيا للإقامة في سلوقية والمنطقة المحيطة بها. وبعد الفترة الهلنستية، وخلال حكم السلالة الساسانية، تم تكريس المدينة للملك الأول لهذه السلالة، أردشير الأول.

## تاريخ المدينة
تأسست المدينة من قبل أردشير الأول (224-241 م)، مؤسس السلالة الفارسية الساسانية. بعد انتصاره على أرتابانوس الرابع، جعل أردشير من العاصمة البارثية القديمة قطيسفون مقرًا لسلطته. كما أسس مدينة جديدة على الضفة المقابلة لنهر دجلة بالقرب من العاصمة السلوقية القديمة، سلوقية على دجلة، وأسماها "فيه-أردشير". استمرت المدينة مأهولة حتى القرنين الخامس والسادس الميلادي. ومع مرور الوقت، غمرت أجزاء منها بسبب تحول مجرى نهر دجلة باتجاه الغرب. استمر الاحتلال البشري فقط على تلة "تل بارودا" بعد ذلك. أجريت عمليات التنقيب في الموقع من قبل فرق ألمانية بين عامي 1928 و1931، ومن ثم فرق إيطالية من جامعة ميلانو في عامي 1966 و1976.
تشغل مساحة تقدر بحوالي 700 هكتار. تصميمها كان شبه دائري، مشابهًا لتصاميم مدن ساسانية أخرى مثل أردشير خره بالقرب من فيروز آباد في إيران. تأسست فيه-أردشير على موقع تجمع سكاني قديم يُدعى كوكه (بالآرامية). المدينة احتوت على القلعة القديمة التي كانت تُسمى بالآرامية أقرا دكوكه وباللغة البهلوية جارونداغان. ربما تتطابق القلعة مع تل بارودا التي تتوسط الموقع.
المدينة كانت محصنة بجدار من الطوب بارتفاع حوالي 10 أمتار عند قاعدته، ومزود بأبراج دفاعية كل 30-35 متر. يبدو أن المدينة كانت مقسمة إلى أحياء مستطيلة الشكل تقريبًا. عُثر على طريق رئيسي بعرض 7 أمتار يفصل بين منطقتين تم التنقيب فيهما. تنوعت الأنشطة الاقتصادية داخل نفس الأحياء، حيث وُجدت ورشات زجاج ومعدن في نفس المنطقة، مما يتماشى مع أوصاف التلمود البابلي التي تتحدث عن وجود الخياطين، والدباغين، والمعلمين، والعمال في نفس الحي.
تذكر المصادر التاريخية أن كوكه، وهي قرية قريبة من سلوقية، قد أعاد تأسيسها أردشير حوالي عام 230. خلال الحملات الرومانية للإمبراطورين كاروس (283 م) ويوليان (363 م) ضد الساسانيين، كانت فيه-أردشير وقطيسفون تعتبران مدينتين توأم، محصنتين بشكل كبير على ضفتي نهر دجلة.

## المجتمع اليهودي
في المصادر الكلاسيكية، لم يتم ذكر المدينة باسمها الرسمي الفارسي أبدًا، بل كانت تُعرف دائمًا باسم كوكه أو تُخلط مع سلوقية القديمة التي كانت واقعة إلى الغرب منها وكانت في حالة خراب. في المصادر اليهودية، كانت تُعرف باسم ماحوزا، وهو اسم مشتق من الأكادية "ماحازو" والذي يعني "المدينة". يبدو أن أميانوس مارسيليانوس أيضًا استخدم اسم مايوزامالكا، أي "ماحوزا ملكا" والتي تعني "المدينة الملكية". كانت ماحوزا موطنًا لمجتمع يهودي كبير ومعروف جيدًا من خلال المصادر الحاخامية، وقد تم تأكيد وجودهم من خلال الأواني السحرية المكتشفة في المدينة. كما كانت مقرًا لأكاديمية تلمودية مهمة، وكانت أكاديمية ماحوزا التلمودية من أحدث الأكاديميات اليهودية في بابل. ازدادت أهميتها بعد تدمير مدينة نهاردع وأكاديميتها في عام 261 على يد الرومان، حيث انتقل بعض العلماء إلى ماحوزا. في القرن الرابع الميلادي، كانت الأكاديمية تحت قيادة الحاخام رافا، الذي كان والده، يوسف بار حاما، يعيش في ماحوزا. وفي نهاية القرن الرابع، قاد الزعيم اليهودي مار زوترا الثاني ثورة من ماحوزا، حيث أسس دولة مستقلة لمدة 7 سنوات، من 495 إلى 502، قبل أن يتم قمع الثورة وإعدامه.
التلمود يصف مدينة ماحوزا بأنها مدينة غنية ومتعددة الثقافات. كما يقدم إشارات حول تضاريسها الجغرافية. على سبيل المثال، يذكر الجسرين على نهر دجلة اللذين كانا يربطان المدينة بالعاصمة قطيسفون. ويقدم التلمود صورة حية عن الحياة الاقتصادية والاجتماعية في المدينة، ويشير إلى أن النساء كن يشعرن بالخوف من الحراس عند بوابات المدينة عندما يخرجن للاستحمام في المساء.

## أول مقر للكنيسة الشرقية
تُظهر آثار كوكه ("الأكواخ" بالآرامية) مدى قِدم الكنيسة الشرقية في المنطقة.
بحسب الباحث جان موريس فييه، يُعتقد أن أول كنيسة تأسست في كوكه بين عامي 79 و120. ·  وفقًا لإحدى التقاليد، كان القديس توما، أول أسقف للكنيسة الشرقية، يشغل منصب الأسقف على سلوقية-قطسيفون (ربما كوكه) قبل أن يسافر إلى الهند.
تُنسب تقاليد أخرى إلى مار أداي (ثداوس الأديسي) تأسيس الكنيسة الشرقية، وقد خلفه مار أجي ومار ماري، ويقال إن مار ماري هو من أسس أول كنيسة في كوكه. · 
أقام بطاركة الكنيسة الشرقية في كوكه (فيه أردشير) من 310 إلى 780، حيث كانت المدينة تُعتبر المقر البطريركي الأول للكنيسة الشرقية. في القرن السادس، قام البطريرك مار آوا الكبير بتوسيع الكنيسة في كوكه.
من هذه المدينة، انطلق العديد من المبشرين لنشر المسيحية في بلاد فارس، والهند، ثم الصين.
وفي عام 780، نقل البطريرك مار تيموثاوس الأول المقر البطريركي إلى بغداد، لكن تقليد تكريس البطاركة كان لا يزال يُقام في كوكه. · 

## الببلوغرافيا
- (en) Aharon Oppenheimer, , 1983
- (en) St John Simpson, , dans Eric M. Meyers (dir.), , vol. 2, Oxford et New York, Oxford University Press, 1997, p. 78-79
- (en) Markham J. Geller, , vol. 16, Leiden/Boston (Mass), Brill, 2015 (ISBN 978-90-04-30488-8)
- (en) St John Simpson, , dans Eberhard W. Sauer (éd.), , Edinburgh University Press, 2017